# الحزب الشيوعي المصري الموحد
الحزب الشيوعي المصري الموحد كان حزبًا سياسيًّا في مصر. تأسس الحزب في شباط/فبراير 1955 باندماج الحركة الديمقراطية للتحرر الوطني (حدتو) وست منظمات منشقة (بما في ذلك حدتو الثورية، والنجم الأحمر، والنوح، والطليعة الشيوعية). وقد جرت المحادثات بشأن الاندماج دون أن يكون زعيم حزب حدتو هنري كوريل (في المنفى في باريس) على علم بها. وبمجرد الانتهاء من عملية الاندماج، اُستُبعد كوريل وزعيم حزب حدتو كمال عبد الحليم (الشريك المقرب من كوريل) من عضوية الحزب الجديد. وقد سُمح لكوريل وعبد الحليم بالانضمام إلى الحزب في عام 1956، وبعد حرب عام 1956 ضُم كوريل إلى لجنته المركزية.
كان الحزب الشيوعي المصري الموحد مؤيدًا إلى حد كبير لحكومة جمال عبد الناصر. وقد انتقد أحد منافسيها الرئيسين في الحركة الشيوعية المصرية، وهو تيار الراية، هذا الموقف مرارًا وتكرارًا. علاوة على ذلك، انتقدت الراية دور كورييل في الحزب الشيوعي المصري الموحد، ووصفته بأنه استمرار مباشر لحزب حدتو القديم.
كان الحزب يؤيد التسوية السلمية للصراع مع إسرائيل، مع دعمه القوي للقضية الفلسطينينة، كما كان داعمًا إلى حد كبير لمواقف ناصر المناهضة للإمبريالية. وحدد الحزب الإمبريالية الأميركية باعتبارها القوة الدافعة وراء الصراع، وإسرائيل باعتبارها القوة الإمبريالية الرئيسة في المنطقة. ومن الجدير بالذكر أن كوريل اختلف مع الحزب فيما يتعلق بتحليل الصراع الإقليمي. لقد احتفظ بوجهة نظره القديمة، التي ألقت اللوم على الرجعيين العرب في حرب عام 1948. سعى الحزب إلى فتح علاقات مع الحزب الشيوعي الإسرائيلي في عام 1956، لكن الحزب الإسرائيلي لم يرد على الطلب مطلقًا (باعتبار الحزب الشيوعي المصري الموحد خارج حدود العقيدة السياسية الشيوعية). خلال حرب السويس عام 1956، حشد الحزب أنشطة المقاومة الشعبية في بورسعيد.
افتتح الحزب الشيوعي المصري الموحد دار نشر، دار الفكر ، في أوائل عام 1956. في نيسان 1956 أصدر الحزب تقريرا بعنوان الإمبريالية هي العدو الرئيس. ودعا التقرير إلى دعم حكومة ناصر والدفاع عنها ضد المؤامرات الإمبريالية. وفي حين أعرب الحزب عن انتقاداته بشأن القيود المفروضة على الحريات الديمقراطية في مصر، فقد خضعت هذه المطالب من أجل بناء وحدة مناهضة للإمبريالية.
وفي أواخر عام 1956، بدأت الفصائل الشيوعية الرئيسة الثلاثة في مصر (الحزب الشيوعي المصري الموحد، والراية ، حزب الطليعة الشعبية للتحرير) محادثات بشأن توحيد الشيوعيين المصريين. وحضر المحادثات عن ممثل الحزب الشيوعي الإيطالي (فيليو سبانو) وممثل الحزب الشيوعي العراقي (عمرو عبد الله). وطالبت مجموعة الراية خلال المحادثات باستبعاد اليهود الصهاينة من قيادة الحزب الموحد. عارض الحزب الشيوعي للعمال والفلاحين وأتباع كوريل هذا المطلب. لكن أغلبية الحزب الشيوعي المصري الموحد استجابت لهذا المطلب، وفي حزيران 1957 اندمج الحزب مع جماعة الراية لتشكيل الحزب الشيوعي المصري الموحد. حُلّت مجموعة روما التابعة لكوريل والمنفية في تشرين الأول 1957 من الحزب الجديد.

## الأعضاء
أصدر الحزب صحيفة سرية اسمها كفاح الشعب. علاوة على ذلك، نشرت مجموعة كوريل في روما المنفية ترجمة فرنسية لكفاح الشعب، بالإضافة إلى نشرة شهرية باللغة العربية (كفاح شعب الشرق الأوسط) ونشرة فرنسية (أخبار مصر).